# Physella
Genre
Physella est un genre d'escargots de la famille des Physidae.

## Liste des espèces
- Physella acuta (Draparnaud, 1805)
- Physella ancillaria (Say, 1825)
- Physella bermudezi (Aguayo, 1935)
- Physella bottimeri (Clench, 1924)
- Physella boucardi (Crosse et P. Fischer, 1881)
- Physella columbiana (Hemphill, 1890)
- Physella conoidea (P. Fischer et Crosse, 1886)
- Physella cooperi (Tryon, 1865)
- Physella costata (Newcomb, 1861)
- Physella cubensis (Pfeiffer, 1839)
- Physella globosa (Haldeman, 1841)
- Physella gyrina (Say, 1821)
- Physella hendersoni (Clench, 1925)
- Physella heterostropha (Say, 1817)
- Physella hordacea (I. Lea, 1864)
- Physella humerosa (Gould, 1855)
- Physella integra (Haldeman, 1841)
- Physella johnsoni (Clench, 1926)
- Physella lordi (Baird, 1863)
- Physella magnalacustris (Walker, 1901)
- Physella mexicana (Philippi, 1841)
- Physella microstriata (Chamberlin et E. G. Berry, 1930)
- Physella osculans (Haldeman, 1841)
- Physella parkeri (Currier, 1881)
- Physella propinqua (Tryon, 1865)
- Physella sayi
- Physella spelunca (Turner et Clench, 1974)
- Physella squalida (Morelet, 1851)
- Physella traski (I. Lea, 1864)
- Physella utahensis (Clench, 1925)
- Physella vinosa (Gould, 1847)
- Physella virgata (Gould, 1855)
- Physella virginea (Gould, 1847)
- Physella wrighti Te et Clarke, 1985
- Physella zionis (Pilsbry, 1926)